# Baía de Liaodong
A Baía de Liaodong (chinês simplificado:辽东湾, tradicional:遼東灣, pinyin:Liáodōng Wān) é uma das três grandes baías que formam o Mar de Bohai, o golfo mais ocidental do Mar Amarelo, no nordeste da República Popular da China. Banha a província de Hebei e a de Liaoning.
As três baías são a Baía de Laizhou a sul, a Baía de Liaodong a norte, e a Baía de Bohai a oeste.
Por norte, abertos a grandes vales, correm os rios Liao He e Daling He. As costas da baía são baixas.